# Wallstraße 15 (Quedlinburg)

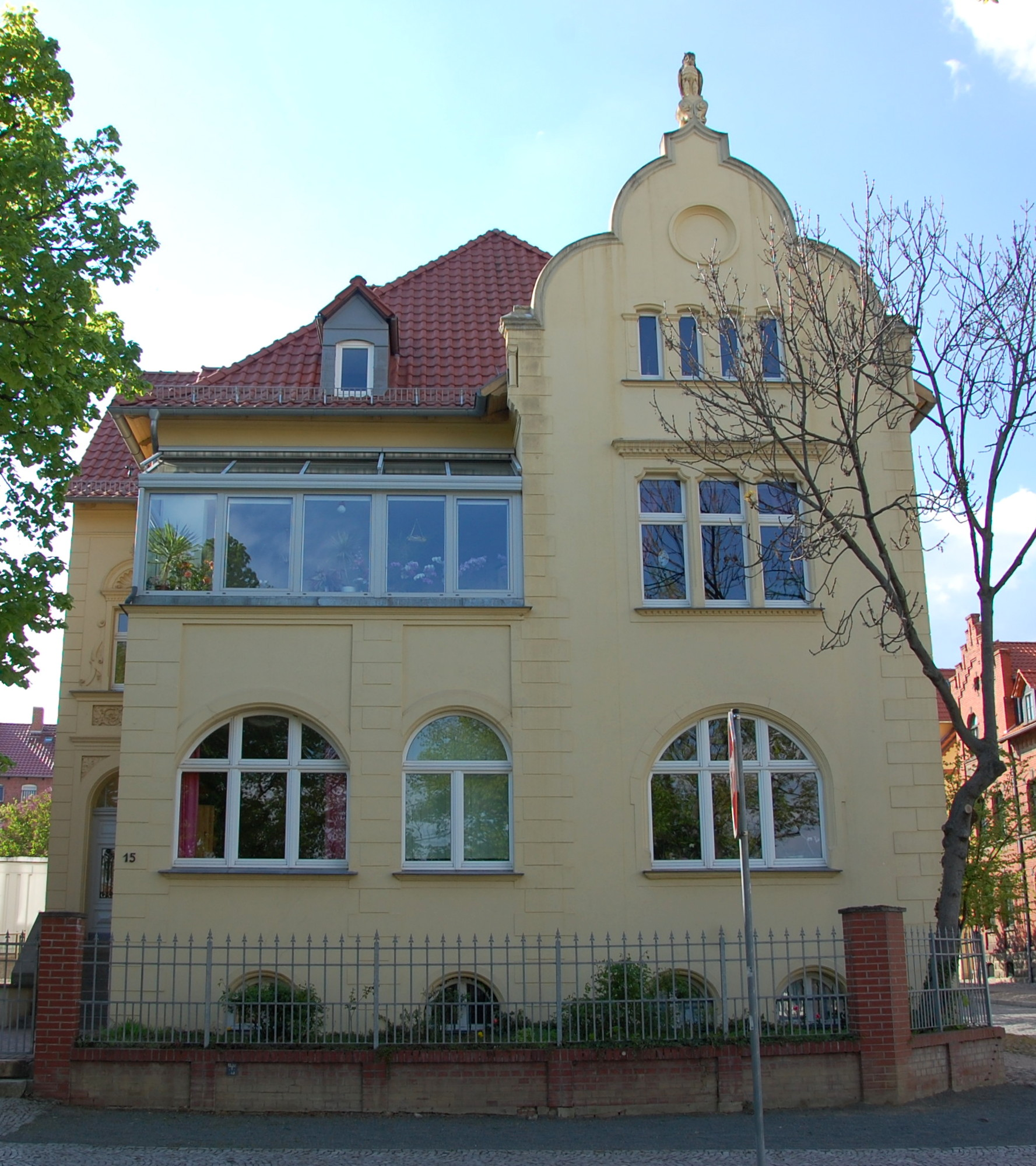
Haus Wallstraße 15

Das Haus Wallstraße 15 ist ein denkmalgeschütztes Gebäude in Quedlinburg in Sachsen-Anhalt. 

## Lage
Es ist im Quedlinburger Denkmalverzeichnis als Wohnhaus eingetragen und befindet sich westlich der historischen Quedlinburger Altstadt auf der Westseite der Wallstraße in einer Ecklage südlich der Einmündung der Straße Marschlinger Hof.

## Architektur und Geschichte
Das zweigeschossige Gebäude wurde im Jahr 1899 errichtet. Zur Wallstraße hin besteht ein markanter geschweifter Ziergiebel. Die Fassade ist mit neobarocken Stuckelementen und Fenstereinfassungen verziert.
Im Jahr 1998 erfolgte eine Sanierung des Hauses. Im Gebäude bestehen 15 Wohnungen.